# Acer florigerum
Acer florigerum é uma espécie de árvore do gênero Acer, pertencente à família Aceraceae.